# Ladislav Falta
Ladislav Falta, född 30 januari 1936 i Opočno, död 18 december 2021, var en tjeckoslovakisk sportskytt.
Han tävlade i olympiska spelen 1964, 1968 samt 1972. Han blev olympisk silvermedaljör i snabbpistol vid sommarspelen 1972 i München.